# 里斯貝里斯卡學校槍擊案
里斯貝里斯卡學校槍擊案是2025年2月4日瑞典厄勒布魯的成人教育中心里斯貝里斯卡學校發生的校園槍擊案，造成兇手在內11人死亡、12人受傷。瑞典警察局與瑞典安全局正對這宗槍擊案的動機展開調查。
有6名傷者需送醫。瑞典首相烏爾夫·克里斯特松表示，這宗槍擊案是該國歷來最嚴重的大規模槍擊事件。

## 背景
2021年，瑞典的槍擊命案數量在歐洲排名第11位。此外，根據2023年的數據，瑞典是歐洲人均槍枝暴力事件最多的國家。在2020年代以來，幫派槍擊事件頻發，當局積極推動措施打擊槍枝暴力。
里斯貝里斯卡學校是一所市立成人教育中心，主要教育未完成基礎或中等教育的成年人。該校位於瑞典中部的厄勒布魯市，與多所教育機構共用校地。事發時，約有2000名註冊的學生，課程涵蓋高中程度教育及針對移民的瑞典語課程。

## 槍擊案
警方於當地時間下午12時33分接獲報案。兩名教師向《每日新聞報》表示，他們先是在走廊聽見槍聲，接著是一段長達半小時的寂靜，隨後又傳來更多槍響。兇手與警方交火，無警員受傷。
一位教師回憶稱，當時她聽見槍聲後，立即帶著15名學生從走廊逃離。校長古斯塔夫森則表示，事發時她正在用餐，突然有學生衝進來，通知大家立刻撤離；她和其他人隨即躲進附近二手商店的員工休息室。另一名教師提到，當天校內學生比平時少，因為許多人在全國考試結束後已經返家。
瑞典警察局表示，兇手里卡德·安德松（Rickard Andersson）疑為單獨行動，並已確認在槍擊事件中死亡。據報導指，他過著隱居生活，並且無業。兇手曾在此校就讀，不過在2021年退學。

## 後續
警方迅速封鎖事發地點，並要求民眾遠離周邊區域，鄰近學校也隨即進入封鎖狀態。為了支援厄勒布魯的醫療工作，來自南曼蘭省和西曼蘭省兩地的救護車趕赴現場，而韋姆蘭省則提供血包。此外，韋姆蘭和達拉納也派遣警力增援。至少6名傷者被送往厄勒布魯大學醫院，其中5人因槍傷入院。厄勒布魯市政府則在一座教堂內設立危機應對中心，以提供支援。
警方封鎖槍手在厄勒布魯的住所。TV4報導稱，該男子持有槍牌，且沒有案底。警方認定槍手是單獨行動，並排除恐怖襲擊及幫派犯罪的可能性。

## 反應

### 國內
瑞典首相克里斯特松在社群媒體發文，稱這是瑞典全國極為痛苦的一天，並敦促當局徹查槍擊案。瑞典司法大臣贡纳尔·斯特勒默則表示：「關於厄勒布魯這宗暴力襲擊的消息極為嚴重。」在記者會上，他形容此次槍擊是瑞典歷史上最嚴重的槍擊案之一。
瑞典國王卡爾十六世·古斯塔夫發表聲明，向罹難者家屬及親友表達哀悼：「今晚，我們向罹難者的家屬和朋友致哀。我們的思緒也與傷者、他們的親屬及所有受到影響的人同在。」多名地方政要及國際領袖亦紛紛發表聲明，向受害者致哀。
當地警察局局長羅伯托·艾德·福雷斯特（Roberto Eid Forest）形容現場狀況「駭人、異常」，並稱之為「一場惡夢」。

### 國際
- 丹麦：國王腓特烈十世發表聲明，對槍擊事件「深感震驚與哀傷」，並向瑞典國王卡爾十六世·古斯塔夫及瑞典人民致上「最深切的慰問與哀悼」。丹麥司法部則宣布，為悼念受害者，2月5日與6日（分別為瑪麗王后和瑪麗王妃的生日）的升旗取消[28][29]。

- 芬兰：總理彼得里·奧爾波在X平台發文：「我與整個芬蘭共同哀悼這起宗槍擊事件」，並強調：「我們與鄰國瑞典同悲，共度難關[28]。」

- 法國：總統埃馬紐埃爾·馬克龍對該案表達震驚與哀傷，並表示「法國與瑞典人民同在」，強調對瑞典的聲援與支持[28]。

- 匈牙利：總理奧班·維克多發文，稱這宗襲擊事件令人震驚，並向瑞典首相克里斯特松及瑞典人民表達最深切的哀悼[28]。

- 挪威：首相約納斯·加爾·史托爾表示：「這宗槍擊案極為震撼與痛心，不僅影響我們的瑞典鄰國，也牽動我們所有人。」並向受害者及其親屬表達「最誠摯的慰問」[28]。

- 乌克兰：總統弗拉基米爾·澤連斯基發表聲明，表示「我們的心與受害者的家屬及摯愛同在」，並強調「我們與瑞典同哀，共同分擔瑞典人民的悲痛」[28]。

- 欧洲联盟：歐盟執行委員會主席烏爾蘇拉·馮德萊恩形容這宗槍擊案令人震驚，並強調「我們與瑞典人民同在」，同時祝願傷者早日康復，重拾力量[28]。